# Płaton Swyrydow
Płaton Mykołajowycz Swyrydow, ukr. Платон Миколайович Свиридов (ur. 20 listopada 1986) – ukraiński piłkarz, grający na pozycji pomocnika, a wcześniej napastnika.

## Kariera piłkarska

### Kariera klubowa
Wychowanek Akademii Piłkarskiej Szachtar Donieck, barwy którego bronił w juniorskich mistrzostwach Ukrainy (DJuFL). W 2003 rozpoczął karierę piłkarską w trzeciej drużynie Szachtara. Potem występował w drugiej drużynie, a 17 czerwca 2007 w składzie podstawowej jedenastki debiutował w Ukraińskiej Wyższej Lidze w meczu z Metałurhem Zaporoże (0:2). W końcu 2008 wygasł jego kontrakt z Szachtarem, a na początku 2009 podpisał kontrakt z pierwszoligowym klubem Feniks-Illiczoweć Kalinine. W sezonie 2009/10 bronił barw wyższoligowego Krywbasa Krzywy Róg. Następnie przeszedł do Zakarpattia Użhorod, a podczas przerwy zimowej sezonu 2010/2011 zmienił klub na Krymtepłycia Mołodiżne. W czerwcu 2011 powrócił do Zakarpattia, w końcu sierpnia 2012 do Krymtepłyci Mołodiżne.

## Sukcesy i odznaczenia

### Sukcesy klubowe
- wicemistrz Ukrainy: 2007